# Chaim Nachman Bialik

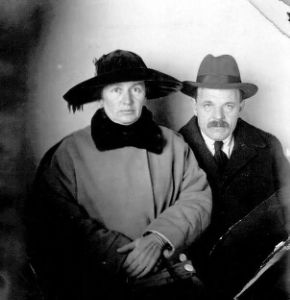
Chaim Nachman Bialik és neje, Manya (1925)

Chaim Nachman Bialik (héberül: חיים נחמן ביאליק) (Radi, 1873. január 9. – Bécs, 1934. július 4.) a modern idők egyik legismertebb héber költője. Író, esszéista, fordító, szerkesztő és kiadó is volt, nagy hatást gyakorolt a modern héber kultúrára. Elsősorban héberül írt, de jiddis nyelven is alkotott. Bialik a modern héber költészet egyik úttörőjének számít. Azon gondolkodók élvonalába tartozott, akik hangot adtak az új zsidó élet lélegzetének. Habár Izrael Állama létrejötte előtt halt meg, utóbb hivatalosan is "Nemzeti Költő"-ként ismerték el.
Maxim Gorkij orosz író írta róla:
“Számomra Bialik nagy költő, népe lelkének ritka és tökéletes megtestesülése, és jobban hasonlít Ézsaiáshoz, kedvenc prófétámhoz, mint Jóbhoz, akit az Isten ítél. Az oroszokhoz hasonlóan nem ismerem jól a zsidó irodalmat, de úgy tűnik számomra, hogy legalábbis a 19. században, a zsidó népnek nem volt ilyen költője, ily erőteljes és ily gyönyörűen kifejező. Bialik oroszra fordított költeményei elvesztik hatalmuk felét, képeik hatását, ám ami marad, amit a fordítás nyújt, az is lehetővé teszi megismerni Bialik szenvedélyes költészetének szépségét.”

## Életpályája
A Zsitomir közelében található Radi faluban született, az Orosz Birodalom Volhynia régiójában (jelenleg Ukrajna), Dina Priva és Jitzhak Joszef Bialik gyermekeként. Hatéves korában szüleivel Zsitomirba költözött, ahol apja kocsmát nyitott. Hamarost elveszítette apját, majd ezek után ultra-ortodox nagyapjához, Jakob Moshe Bialikhoz költözött, aki folyamatosan csak a Tórát bújta, és nem vette észre ama bántásokat, amelyeket unokatestvéreitől szenvedett el, akik féltékenyek voltak tehetségére.
Zsitomirban hagyományos zsidó vallási oktatást kapott, de az európai irodalmat is tanulmányozta. 15 éves korában, egy újságcikk ihlette meg, és sikerült meggyőznie nagyapját: küldje el a Valozhyn-i (Fehéroroszország) jesivába (zsidó oktatási intézmény, amely a hagyományos vallási szövegek, elsősorban a Talmud és a Tóra tanulmányozására összpontosít). Reményei szerint itt folytathatta volna a zsidó iskolát, ugyanakkor kitekintéssel az európai irodalomra is.
Bialik 1892-ben érkezett Odesszába, az általános kultúra, és a zsidó/héber kultúra és a kreativitás fontos központjába. Elrejtette az átkelőhelyét a nagyapjától és álcázó intézkedéseket hozott meg, hogy elrejtse távozását. Később ez a város lesz a fő lakóhelye felnőttkori életének nagy részében (1900–1921, kivéve 1904-et, amit Varsóban töltött), és ahol irodalmi műveinek nagy részét hozza létre.
1893-ban, 20 éves korában megházasodott. Feleségül vette Maniát (Auerbuch), a közeli Korosztyisov városából származó jómódú fanagykereskedő lányát. Házassága után Bialik is fával kezdett kereskedni. Ugyanakkor folytatta költői pályafutását, több fontos verse is ekkoriban keletkezett: "A Beth Midrash küszöbén", "A sivatag utolsó napjai" és "A szorgalmas utód".
Bialik három Cionista Világkongresszuson vett részt: 1907-ben (nyolcadik), 1913-ban (tizenegyedik) és 1931-ben (tizenhetedik). 1909-ben látogatott először Palesztinába (Izrael), március 29-én szállt partra Jaffa kikötőjében. Az ország kis zsidó közössége nagy csodálattal fogadta. Egy fiatal író, Sámuel Joszef Ágnon kisérte, aki Jaffában élt. Így kezdődött Bialik és Ágnon barátsága, amely Bialik haláláig tartott.

## Irodalmi karrierje
A következő két évtizedben Bialik folytatta tevékenységét a cionista és irodalmi körökben egyaránt, hírneve egyre nőtt. Ezt tartják Bialik "aranykorának". 1901-ben Varsóban jelent meg első gyűjteményes verseskötete, melynek nyomán számos elismerős kritika jelent meg, s mint „a nemzeti reneszánsz költőjét” ünnepelték. 1904-ben Bialik rövid időre átköltözött Varsóba, ahol az Ahad Ha'am által alapított heti magazin, a HaShiloah irodalmi szerkesztőjeként dolgozott.
1903-ban az Odesszai Zsidó Történelmi Bizottság küldte ki Bialikot, hogy készítsen interjút a kisinyovi pogrom túlélőivel, írjon jelentést róla. Erre válaszul Bialik megírta nagy epikus költeményét "A gyilkosság városában" címmel, mely a zsidók helyzetének jobbítására gyakorolt erőteljes nyilatkozat. Valószínűsíthető, hogy Bialik fellépése az antiszemita erőszak nyomában járó passzivitás ellen jelentősen befolyásolta zsidó önvédelmi csoportok alapítását az Orosz Birodalomban. Mindez végső soron az izraeli Hagana megalapításához vezetett.

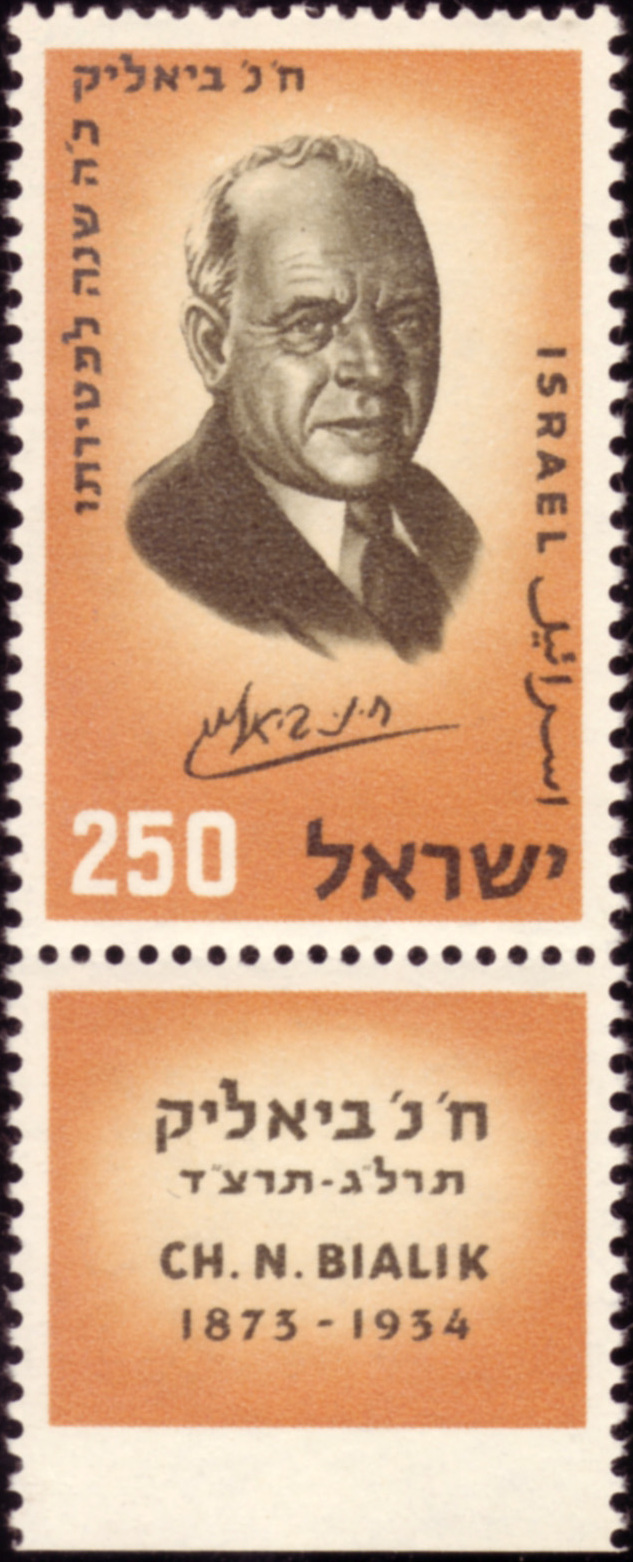
Chaim Nachman Bialik-emlékbélyeg

## Átköltözés Németországba
1921-ben elhagyta Odesszát és Berlinbe költözött, ahol széles körben működött közre héber könyvek kiadásában a "Moriah" és a "Dvir" könyvkiadóknál. 1922-ben, orvosának tanácsa nyomán Bad Homburg (fürdő)városába költözött, ahol két évig élt. Abban az időben élt ott Ágnon is.
Azidőben találkozott Tom Seidmann Freud festő-gyermekíróval (Sigmund Freud unokahúga) és férjével, Jacob Seidemann-nal. Kettejüknek német nyelvű könyvkiadója volt, és Bialik is együttműködött velük. Közösen hozták létre a héber nyelvű gyermekkönyvek kiadóját, "Ophir" néven. A rövid ideig tartó együttműködés során megjelent legjelentősebb könyv "A halak utazása" (1924), ill. Bialik héber fordítása a Freud által írt német versre.

## Átköltözés Tel-Avivba
1924-ben Bialik a Dvir kiadóval Tel-Avivba tette át székhelyét, a kulturális tevékenységekre és a közügyekre összpontosítva. Azonnal ünnepelt irodalmi figura lett. Beszámolt a jeruzsálemi héber egyetem 1925-ös megnyitásáról, s ennek nyomán a kormányzótanács tagja lett. 1927-ben a héber írók szövetségének vezetőjévé vált. 1933-ban, 60. születésnapjáról országos ünnepségekkel emlékeztek meg. Tel-Aviv minden iskolását találkozóra hívták, megismerendő a tiszteletre méltó költőt.

## Művei és hatásuk
Bialik többféle költői eszközzel élt. Leginkább talán hosszú, hazafias verseiről nevezetes, melyekben a zsidó nép öntudatának újraélesztéséért száll síkra. Bialik öntudatra ébredése még a versek megírása előtt történt: a harag és a szégyen vezette el ide, az, hogy a zsidók nem adtak megfelelő választ a pogromokra.
Nem kevésbé hatásosak szenvedélyes szerelmes versei, lírai vagy természetleíró költeményei. Végül, de nem utolsó sorban: gyerekversei az izraeli óvodai oktatásba is beépültek. Annak dacára, hogy 1908 óta többnyire már csak prózát írt. Költeményeit több mint 30 nyelvre fordították le, a legnépszerűbbekhez zenét is komponáltak. Eme versek, ill. megzenésítéseik a modern Izrael oktatásának és kultúrájának alapvető részét képezik.

## Halála
Bialik 1934. július 4-én Bécsben, Ausztriában halt meg, egy műtét nyomán előállott prosztata-működés leállása után. Tel-Avivban helyezték örök nyugalomra. A gyászmenet során lakóházát is érintették a róla elnevezett utcán.

## Magyarul
- Versek, legendák; ford., bev., jegyz. Patai József; Múlt és Jövő, Bp., 1938
- Bialik; bev., ford. Patai József; Múlt és Jövő, Bp., 1938
- A talmudista; ford. Kardos László; Pannonia, Debrecen 1942
- Az újhéber kultúráért; Makkabea Munkaközösség, Bp., 1949 (Háóvéd Hácioni-könyvtár)